# 翟鳳翀
翟 鳳翀（てき ほうちゅう、1577年 - 1633年）は、明代の官僚。字は爾騰、号は凌玄。本貫は青州府益都県。

## 生涯
翟入道の子として生まれた。1604年（万暦32年）、進士に及第した。呉橋知県・任丘知県を歴任し、善政で知られた。北京に召還されて御史に任じられた。上疏して鍾羽正・趙南星・鄒元標らを推薦した。巡按遼東として出向した。宰賽・暖兎の24営が開原周辺を根拠地として、明の東北辺境を騒がせていた。宰賽はたびたび明軍を破り、明の守将を殺し、辺境の官吏を誘拐しては身代金を要求していた。慶雲参将の陳洪範の率いる兵は2000人ほどの弱兵で、怯え恐れて戦おうとしなかった。鳳翀が兵の増員と良将の配置を求めて、開原の軍備を再建させた。さらに常平倉を建て、贖罪の銭納を一括し、公費を節約し、不作に備えて穀物を備蓄するよう上奏した。万暦帝はその議論を善しとして、諸辺の地で施行させた。もと遼陽参将の呉希漢が軍律を失い、遼東への援軍を20年決定せず、さらには官への復帰を画策していたとして喚問された。鳳翀が取り調べて事件を成立させ、呉希漢を重い刑罰に処したので、遼東の人々は快哉を叫んだ。
1615年（万暦43年）、梃撃の案として知られる皇太子朱常洛の暗殺未遂事件が起こると、万暦帝は廷臣を慈寧宮に召し出した。東閣大学士の方従哲と呉道南は発言せず、御史の劉光復が口を開いたが、その発言が万暦帝の怒りを買って劉光復は獄に入れられた。鳳翀は劉光復の釈放を求めて、万暦帝の意思に逆らったとして叱責された。山東で飢饉が起こり、鳳翀の上疏により、御史の過庭訓が派遣されて十六万金を振給された。
ときに宦官の呂貴が不逞の民をでっちあげる上奏をして、督浙江織造の地位に留まった。冉登が九門の提督をつとめていたが、市場の民が門番の兵士を殴打したといつわりの上奏をして、兵馬指揮の欧相の吏をこき下ろした。邢洪が御史の凌漢翀を朝廷で侮辱して、給事中の郭尚賓らに弾劾されたが、万暦帝は邢洪を許して不問に付した。凌漢翀は廃将の凌応登に殴打されたが、邢洪は事実を曲げて凌応登をかばった。1616年（万暦44年）、鳳翀は呂貴・冉登・邢洪の三人の罪を批判する上疏をおこなった。万暦帝は激怒して、鳳翀は山西按察使経歴に左遷された。このとき郭尚賓も直言する上疏をおこなって江西布政使検校に左遷されていた。二人は同日に左遷されたので、当時の人に「二諫」と称された。
天啓初年、南京光禄寺少卿となった。後に大理寺右少卿に転じた。1623年（天啓3年）閏10月、右副都御史となり、延綏巡撫をつとめた。1625年（天啓5年）6月、魏忠賢の仲間の御史である卓邁や汪若極に弾劾され、官爵を剥奪された。1629年（崇禎2年）、兵部右侍郎として起用された。1630年（崇禎3年）2月、戸部左侍郎・兼右僉都御史となった。5月、兵部左侍郎・兼巡撫として涿州に赴任した。1631年（崇禎4年）12月、罷免され、帰郷した。1633年（崇禎6年）、死去した。享年は57。1634年（崇禎7年）、兵部尚書の位を追贈された。